# Energia Elèctrica de Catalunya
Energia Elèctrica de Catalunya, S.A. fou una companyia fundada a Barcelona l'any 1911 dedicada a la producció i comercialització d'energia elèctrica que va tenir un paper de gran importància en l'electrificació de Catalunya. Entre les seves construccions més emblemàtiques figuren la pionera Central hidroelèctrica de Capdella i la Central tèrmica de Sant Adrià de Besòs. Energia Elèctrica de Catalunya es constituí per l'empenta d'Emili Riu i Periquet que veié l'oportunitat de mercat i buscà les concessions hidroelèctriques i el capital necessari per emprendre l'empresa. Si bé inicialment competí amb Riegos y Fuerzas del Ebro, la major capacitat financera d'aquesta li permeté el 1913 adquirir el 49% del capital d'Energia Elèctrica de Catalunya i n'acabà comprant la totalitat el 1923, integrant-la al grup de la Barcelona Traction, Light and Power. El 1925 les activitats d'Energia Elèctrica de Catalunya es van integrar totalment a La Canadenca.

## Antecedents

### Una revolució tecnològica
A principi del segle xx les centrals tèrmiques catalanes i les màquines de vapor de les fàbriques cremaven el carbó que importaven del Regne Unit, amb un preu de cost alt que patia fortes oscil·lacions. Per altra banda, les centrals elèctriques produïen corrent continu que tenia dues grans limitacions; en primer lloc havien d'instal·lar-se prop dels consumidors per les grans ineficiències en el transport que tenia aquesta tecnologia, i en segon lloc en corrent continu no existien transformadors, de forma que si feien falta dos voltatges diferents en una fàbrica, un per il·luminació i un altre per a motors, s'havia tant de generar com de transmetre per medis físics separats, amb el lògic encariment del sistema.
Als Estats Units d'Amèrica l'ús per part de la central hidroelèctrica de les cascades del Niàgara del corrent altern com a tecnologia per transportar electricitat a llargues distàncies va posar fi a la guerra dels corrents el 1896 i va permetre instal·lar central productores d'energia elèctrica lluny dels centres consumidors. Si bé la transmissió de corrent altern necessitava de la instal·lació de transformadors i equipament auxiliar als centres de producció, això permetia ampliar el radi de servei de les centrals elèctriques i era molt més eficient.
Per la indústria elèctrica i l'economia en general les implicacions de la tecnologia del corrent altern eren profundes:
Poder transmetre l'electricitat a grans distàncies permetia que un centre productor d'energia abastís una àmplia zona geogràfica, subministrant electricitat a molts usuaris. Es podria escollir el millor lloc per produir, que no havia de ser necessàriament a prop del consumidor. En l'àmbit hidroelèctric, les centrals productores podien instal·lar-se en els llocs amb més abundància d'aigua i amb els salts més alts, produint amb més eficiència.
Centralitzar la producció en poques centrals que subministressin molta energia permetia obtenir economies d'escala, obtenint uns costos unitaris d'electricitat molt més baixos que el que podien oferir centrals més petites. En contrapartida, el cost de construcció d'una central hidroelèctrica competitiva s'incrementava de forma molt important; només les companyies que tinguessin accés a grans recursos financers podien construir centrals hidroelèctriques eficients.
En conclusió, els canvis que permetia el corrent altern feien que només les grans corporacions tinguessin la capacitat de construir el nou tipus de central hidroelèctrica, i el preu al qual podien oferir aquest producte (el kilowatt hora) era prou baix i feia que l'oferta dels petits productors que sovintejaven fins al moment no era competitiva. La disponibilitat d'abundant electricitat a preus baixos en faria augmentar la demanda, canviaria les fàbriques, l'espai públic i les llars. Tota aquesta transformació econòmica i social es produiria en molt poc temps.

### Una demanda no satisfeta
El creixement de les indústries de Barcelona i el Vallés era limitat per la manca de subministrament elèctric. Moltes fàbriques tenien una petita central alimentada amb carbó; altres feien servir màquines de vapor, i altres empreses depenien del subministrament de les centrals establertes a proximitat i amb poques possibilitats de poder canviar de proveïdor; el corrent continu dificultava el transport i per cada voltatge diferent que una fàbrica necessités (un per les màquines si l'altre per l'enllumenat, per exemple) s'havien de tenir subministraments diferents. Addicionalment, el consum elèctric de les noves xarxes de tramvies augmentava la demanda. El mercat estava preparat per un canvi.

### Un personatge emprenedor
Emili Riu, polític nascut a Sort, diputat a Madrid amb amistats influents gaudia d'una posició que li va permetre veure les possibilitats d'explotació econòmica en la seva comarca natal de les innovacions tècniques del moment. En 1904 va obtenir del govern la concessió de diferents salts al riu Flamisell i el mateix estiu de 1904 i el de 1905 va fer realitzar un detallat estudi de tota la regió lacustre d'Estany Gento per l'elaboració d'un primer projecte del salt de Capdella. Entre 1908-1909 va obtenir dues concessions més, una més a la Noguera Pallaresa i un altre al riu Escrita.

### La cerca de finançament
Emili Riu ja havia anticipat les dificultats amb les quals es trobaria per finançar els seus projectes hidroelèctrics pocs anys després. El 1901 va publicar a la Revista de Economia y Hacienda, de la qual era el director un article al qual exposava la seva visió sobre la política conservadora del Banc de Barcelona.
«El Banc de Barcelona tem els vaivens dels negocis arriscats i conserva en les seves caixes una quantitat enorme de diners, que en part podria estar en circulació, augmentant la riquesa del país. Sigui pels fracassos passats, dels quals en guarda un molt bon record el Sr. Girona, o sigui pel cansament disculpable en els ancians i eminents financers que el dirigeixen, prefereix tenir 14 milions de duros estèrils que no pas arriscar-los. Creiem que si la política dels bancs catalans fos una altra no caldria que els bilbaïns i els asturians, aquest conqueridors del Nord, anessin a Catalunya, a les seves altes muntanyes a denunciar la seva riquesa minera, als seus rius per apoderar-se de la seva riquesa hidràulica i a les seves conques a estudiar ferrocarrils, que únicament a l'activitat catalana incumbeixen.»
Emili Riu va presentar els seus projectes hidroelèctrics als banquers de Barcelona sense assolir finançament. Les entitats més importants del moment, Societat Anònima Arnús-Garí, Banca Arnús i la Banca de J. Marsans Rof i Fills no hi creien. La visió de la banca local era que el mercat català no podria absorbir la producció elèctrica instal·lada ja existent amb la central tèrmica de Mata a Barcelona, que estava dissenyada per ampliar-se a mesura que creixés la demanda. El seu criteri era que l'electricitat servia principalment per l'enllumenat i poca cosa més, sense tenir en compte que el sector industrial podia ser potencialment un gran client.
Davant del conservadorisme del capital autòcton, Emili Riu va contactar amb financers de París i Ginebra. També hi han indicis que la Compagnie Générale d'Électricité, companyia francesa fabricant de material elèctric que cercava projectes hidroelèctrics per poder vendre els seus equips, contactés amb Emili Riu buscant una associació per poder establir-se a Catalunya. A principi d'abril de 1911, la Compagnie Générale d'Électricité de París va enviar una comissió d'enginyers francesos a Capdella, zona de la qual Riu era titular de la concessió d'explotació hidroelèctrica, per verificar la viabilitat tècnica i econòmica dels projectes presentats. La comissió va fer un pressupost de la construcció de la central per un import total de 8.155.000 pessetes, (equivalents aproximadament a 34,48 milions d'euros de 2019) i concloia favorablement sobre la viabilitat del projecte.

### Els socis capitalistes
Les societats que aportaven els recursos per finançar les inversions eren dues:
- Compagnie Générale d'Electricité, societat creada pel francès d'origen egipci Pierre Azaria en 1898 agrupant diferents societats franceses per competir en el mercat de la indústria elèctrica amb les grans empreses internacionals que ja estaven implantades. Buscava concessions d'enllumenat en ciutats mitjanes per construir-hi centrals elèctriques i així generar demanda d'equipaments industrials produïts per la mateixa societat (cables, llums, aïllants, acumuladors, etc.), seguint en part el model alemany però amb menys recursos financers. La tecnologia i les llicències de fabricació en molts casos van ser aportats per la societat Brown, Boveri & Cie de Suïssa.[9] La inversió a Catalunya era la seva primera experiència de construcció de centrals fora de França.
- Société Suisse d'Industries Éléctriques, banc de Basilea sovint conegut pel seu acrònim Indelec, creat el 1896 per Siemens amb un grup de bancs suïssos i alemanys per atorgar finançament a les compres dels seus equipaments, que sovint eren pagats amb accions de les empreses elèctriques compradores.[10] La societat tenia una àmplia experiència en mercats europeus, especialment a Itàlia, al Piemont i la Lombardia. Coneixia les condicions del Pirineu per haver participat l'any 1900 en la constitució de la S.A. Électricité des Pyréneés, a Pau[11]

## Constitució
La societat Energia Elèctrica de Catalunya es va constituir el 18 de novembre de 1911 a Barcelona (amb una duració determinada de 90 anys) amb un capital de 10 milions de pessetes. La composició de l'accionariat era la següent:

|                                         | % participació |
| --------------------------------------- | -------------- |
| Compagnie Générale d'Électricité        | 47%            |
| Société Suisse d'Industries Éléctriques | 33%            |
| Cristòfol Massó i Escofet               | 13%            |
| Emili Riu i Periquet                    | 3%             |
| Varis                                   | 2%             |
| Total                                   | 100%           |

Cal mencionar que l'aportació de Cristòfol Massó, cunyat d'Emili Riu, no fou dinerària, sinó a canvi de dues concessions d'aprofitament hidroelèctric.
El primer consell d'administració d'Energia Elèctrica de Catalunya reflectia l'estructura de la propietat de la companyia. Els seus integrants eren els següents:
- Pierre Azaria, fundador i administrador delegat de la Compagnie Générale d'Électricité.
- Paul Bizet, co fundador juntament amb Azaria de la Compagnie Générale d'Électricité i administrador general de la Compagnie d'Éléctricité de Marsella.
- Ubald Castells, delegat de la madrilenya Compañía Española de Electricidad, filial de la Compagnie Générale d'Électricité.[13]
- Paul Doumer, president del consell d'administració de la Compagnie Générale d'Électricité.
- Renato Koechlin, administrador general de la societat de producció hidroelèctrica Alta Italia Co, propietat de la Société Suisse d'Industries Éléctriques.[11]
- Dietrich Nachenius, director general de la Société Suisse d'Industries Éléctriques
- Alfred Wieland, administrador comercial de la Banque Commerciale de Bale i membre del consell d'administració de la Société Suisse d'Industries Éléctriques.[14]
- Emili Riu, posseïdor del 3% del capital i promotor del negoci.

## Expansió

### Les centrals elèctriques

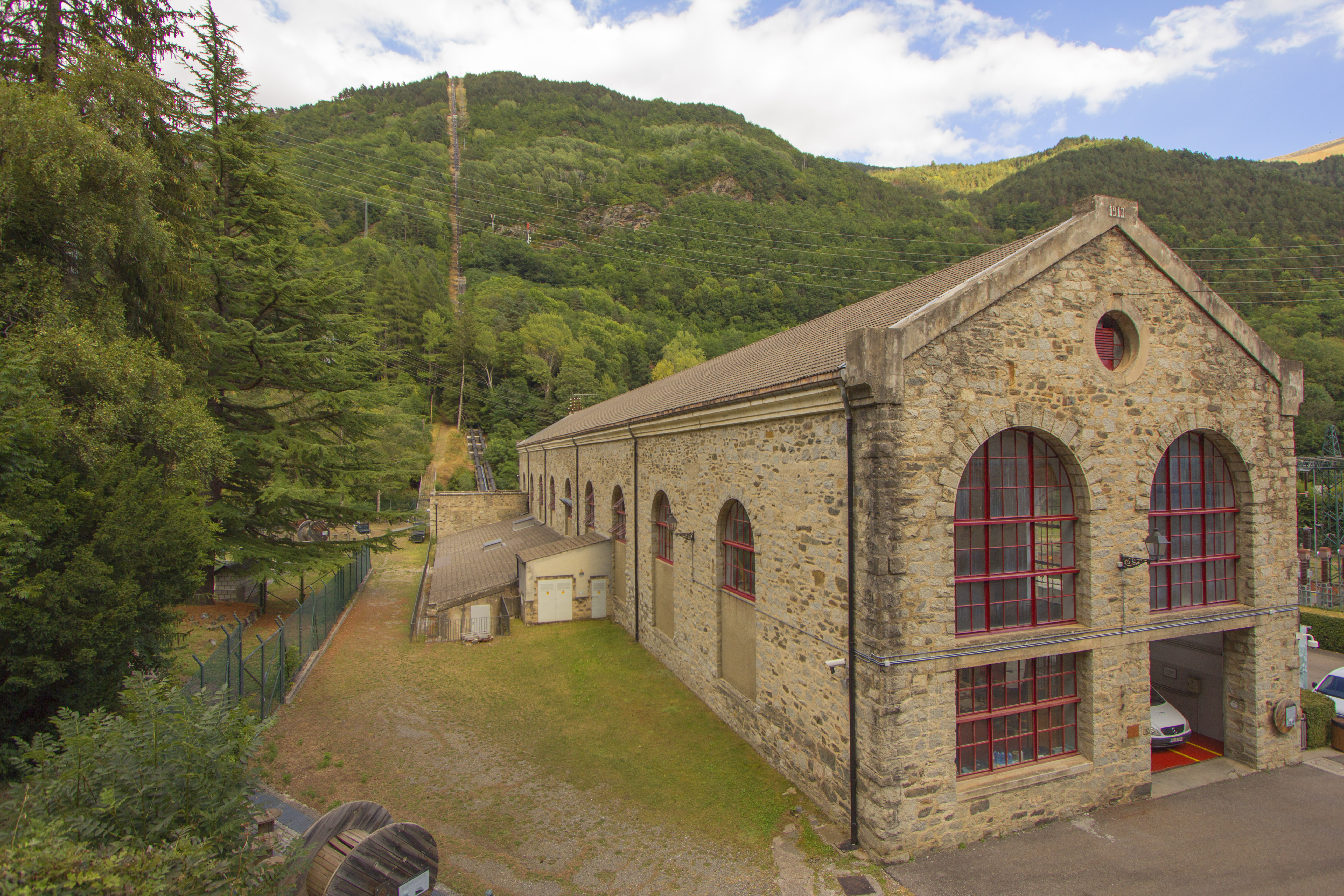
Central hidroelèctrica de Capdella

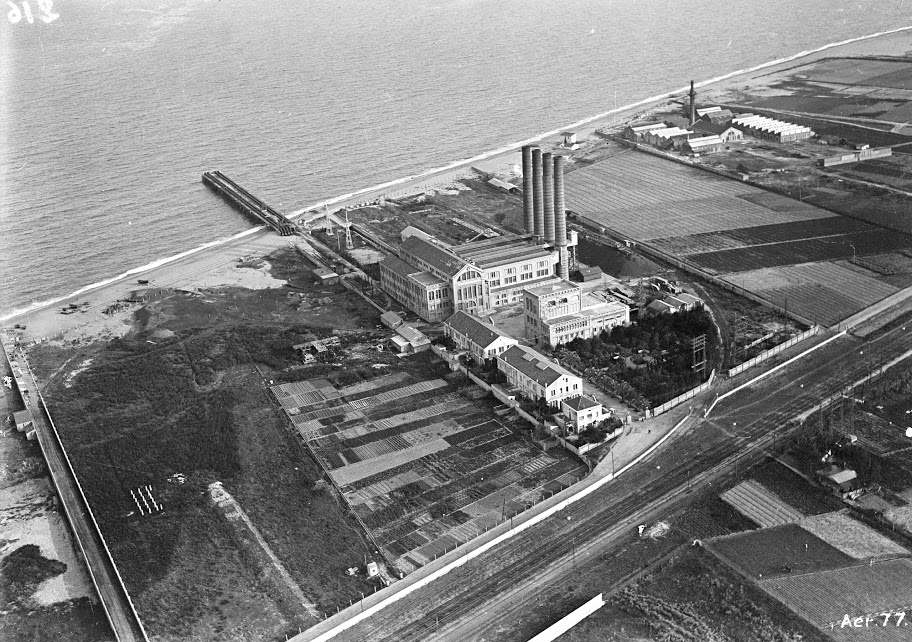
Central tèrmica de Sant Adrià el 1928

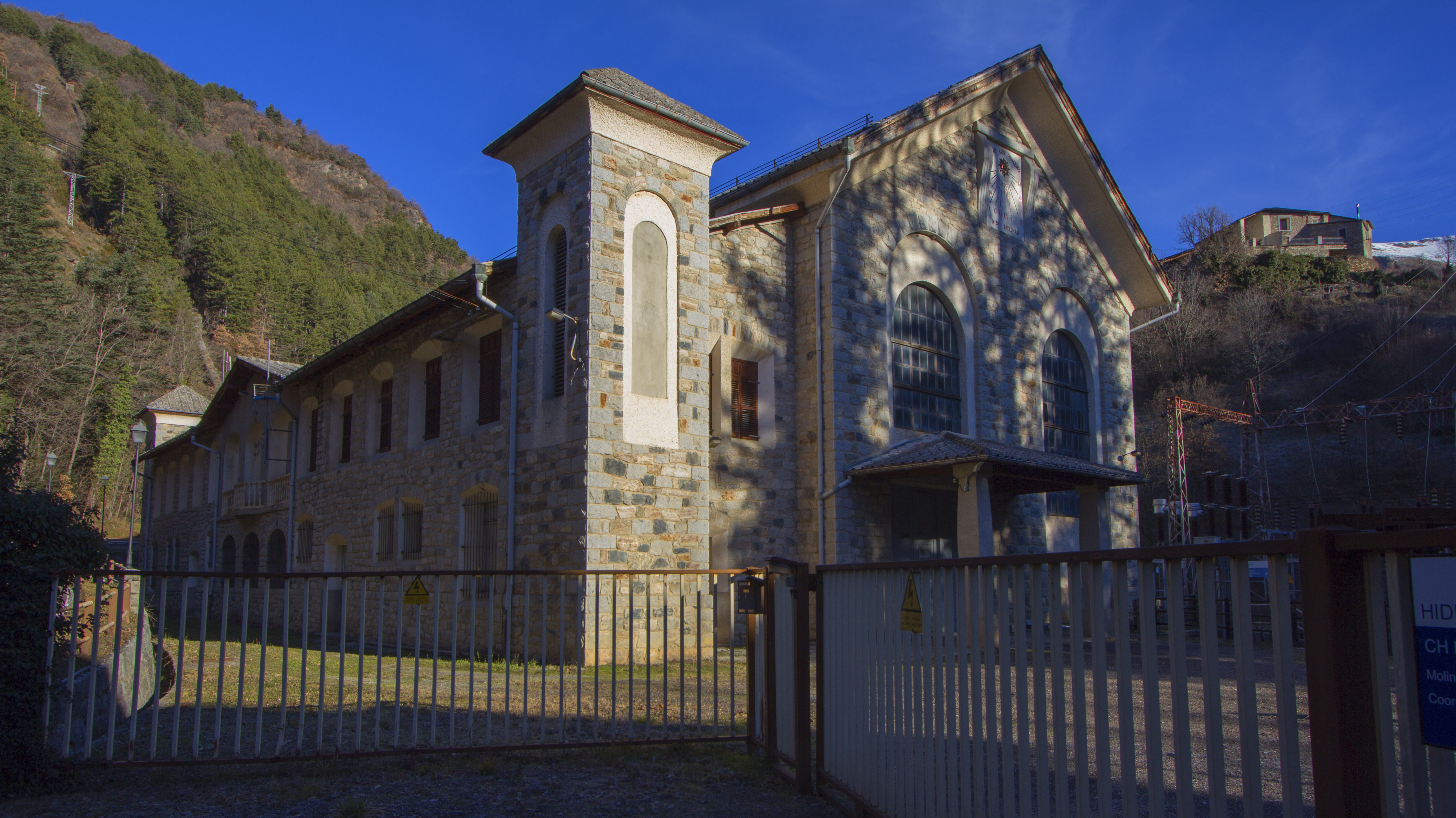
Central hidroelèctrica de Molinos

Les expectatives de creixement de la demanda d'energia elèctrica eren molt altes, de forma que la societat invertí fortament tant en crear centrals pròpies com empreses productores ja establertes. En els primers anys l'activitat constructiva es focalitzà en les següents obres:
- Central hidroelèctrica de Capdella. L'obra connectava la xarxa de llacs de la capçalera del riu Flamisell, a la Vall Fosca (Pallars Jussà) per dur-ne l'aigua fins a l'estany Gento, convertit en dipòsit, des del qual es transportava fins a la cambra d'aigües situada a 2.113 metres d'altitud. Des d'aquest punt es feia caure fins a la central per un desnivell de 933 metres. Les obres de la central començaren a principis de 1912, havent de vèncer la dificultat de l'absència de carreteres més enllà de la Pobla de Segur. El projecte inicial preveia la instal·lació de 7 turbines, amb una potència total de 40.000 CV (29,83 MW), però es posà en funcionament amb quatre i una cinquena fou instal·lada el 1917, atès que l'inici de la Primera Guerra Mundial el 1914 retardà els aprovisionaments. Les altres dues turbines no es van instal·lar mai, i la potència de la central quedà limitada a només 26.000 CV (19,39 MW), molt per sota de la potència prevista inicialment. Al costat de la central s'edificà una estació transformadora per adaptar el voltatge al transport de l'electricitat fins a Barcelona mitjançant una línia construïda el 1913. El 28 de gener del 1914 entrava en servei la primera gran central hidroelèctrica catalana.
- Central tèrmica de Sant Adrià de Besòs. L'objectiu d'Energia Elèctrica de Catalunya era disposar d'una central tèrmica de suport a Barcelona. Inicialment va intentar adquirir la Companyia Barcelonina d'Electricitat a AEG amb el propòsit addicional d'obtenir la seva xarxa de distribució a Barcelona, però la Barcelona Traction se li avançà, per la qual cosa decidí de construir-ne una de nova a Sant Adrià del Besós.[9] Les obres van començar el 1912 amb una potència prevista de 40.000 CV (29,83 MW), i la posada en marxa fou en el mes de març de 1913.[15] Ben aviat l'esclat de la Primera Guerra Mundial impossibilità la recepció de carbó britànic per alimentar la central. Per assegurar-ne el subministrament, es va adquirir els drets d'explotació de diverses estacions de carbó, drets que tenia Emili Riu. El 1919 es van avariar dues de les tres turbines de la central de Sant Adrià, obligant a la companyia a comprar electricitat a altres productors.

- Central hidroelèctrica de Molinos. El 1916 les previsions de demanda impulsaren l'inici d'un segon salt al riu Flamisell amb 21.000 CV de potència. Malgrat dedicar-hi grans recursos, va trigar vins a 1919 per a posar-la en explotació; a les dificultats pròpies de la construcció, s'hi afegi l'epidèmia de grip espanyola durant 1918 que va afectar el ritme dels treballs. Addicionalment va caldre construir una segona línia de transport d'electricitat cap a Barcelona, paral·lela a la primera construïda per la producció de Capdella.
- Estació transformadora de la Pobla de Segur. Per poder convertir el voltatge de totes les centrals previstes i en funcionament més l'energia comprada a la central de la Pobla de Segur (propietat de Sociedad Productora de Fuerzas Motrices i promoguda per Emili Riu) es construí una gran estació transformadora iniciada el 1917 i acabada el 1919.

També compraren companyies de producció hidroelèctrica entre 1911 i 1919 a les conques del rius Freser i Ter.
Acabada la central de Molinos, les inversions en obra nova es paralitzaren per problemes econòmics. Només es realitzaren obres ineludibles, com la reparació duta a terme a la central hidroelèctrica de Capdella per problemes en el canal de derivació i la cambra d'aigües, amb una despesa addicional important.

### Absorció de petites companyies
Des de 1912 les inversions de Riegos y Fuerzas del Ebro en empreses distribuidores i consumidores d'electricitat feien que controlés la major part del mercat elèctric català. Per no quedar enrere, a partir de mitjans de 1912 l'empresa afegí a la seva activitat inversora la construcció d'una xarxa de distribució en propietat, a través de la compra de societats locals: la central elèctrica i xarxa de distribució de Gas Reusense, la central elèctrica i xarxa de distribució de Montblanc i de Vilanova la Geltrú, Electra Igualadina, La Electra Vilafranquense, Electra del Vendrell i la xarxa de distribució de Vilaseca; tot el 1912.

### La marxa d'Emili Riu
A principis de febrer de 1916, Energia Elèctrica de Catalunya ja tenia un nivell rellevant d'endeutament amb els seus socis: 4 milions sis centes mil pessetes amb Compagnie Générale d'Electricité, dos milions set centes mil amb Société Suisse d'Industries Éléctriques i sis centes una mil a la Banca Arnús i altres bancs. En aquestes condicions, invertir per augmentar la capacitat productiva començava a ser difícil. L'agost de 1916 Energia Elèctrica de Catalunya va arribar a un acord amb Emili Riu per que aquest construís la central de la Pobla de Segur, venent tota la producció a Energia Elèctrica de Catalunya i amb l'opció de comprar la central. Ràpidament Emili Riu va constituir el 5 d'abril de 1917 la “Sociedad Productora de Fuerzas Motrices”, amb la Caixa d'Estalvis Municipal de Bilbao com a principal soci capitalista i emetent obligacions per acabar de cobrir les necessitats financeres. El mateix any va inicià la construcció de la Central de la Pobla de Segur, que finalitzà el 1920.
Energia Elèctrica de Catalunya també va arribar a acords amb altres empreses per comprar la producció de les petites centrals del Pasteral i del Molino.

### Els actius
L'acord de 1913 amb la Riegos y Fuerzas del Ebro va provocar que Energia Elèctrica de Catalunya es desprengués de les filials fora del mercat assignat, quedant-se amb les societats distribuïdores a l'est del Llobregat. El 1922 les filials que tenia eren les següents societats :
- Elèctrica de Mollet.
- Companyia General d'Electricitat de Mataró.
- Enllumenat de Poblacions.
- Hidràulica del Fresser.
- Cooperativa Manresana d'Energia Elèctrica.

En la mateixa data de 1922, les centrals d'Energia Elèctrica de Catalunya en producció eren:
- Central hidroelèctrica de Capdella.
- Central hidroelèctrica de Molinos.
- Central hidràulica de Ribes, a través d'Hidràulica del Fresser.
- Central tèrmica de Sant Adrià de Besòs.

## Els ingressos

### Ingressos per vendes
Les inversions dutes a terme eren les que l'empeesa considerava necessàries per subministrar i vendre al mercat la seva producció elèctrica. El següent quadre mostra l'evolució de les xifres de producció, venda i preu per kWh al llarg dels primers anys de vida de l'empresa.
| Any  | Producció kWh | Ingressos (pts) | Preu mig per kWh |
| ---- | ------------- | --------------- | ---------------- |
| 1913 | 12.059.294    | sense dades     | s.d.             |
| 1914 | 53.246.668    | 3.231.559       | 0,061            |
| 1915 | 82.139.895    | 4.619.837       | 0,056            |
| 1916 | 145.776.037   | 6.894.687       | 0,047            |
| 1917 | 149.319.043   | s.d.            | s.d.             |
| 1918 | 108.267.549   | s.d.            | s.d.             |
| 1919 | 109.157.073   | s.d.            | s.d.             |
| 1920 | 125.049.652   | 14.907.000      | 0,119            |
| 1921 | 123.277.794   | 16.296.000      | 0,132            |
| 1922 | 152.404.671   | 20.423.853      | 0,134            |
| 1923 | 146.301.128   | 22.916.919      | 0,157            |
| 1924 | 155.702.398   | 24.325.138      | 0,156            |

En els primers anys de funcionament de la societat (1913-1917), Energia Elèctrica de Catalunya veia que les quantitats consumides pel mercat creixien de forma important. Amb aquestes xifres l'empresa decidí invertir fortament en incrementar la capacitat de producció i en xarxa de distribució. La inversió es finançaria amb increments de capital i emissions d'obligacions, amb el benentès que l'augment de la demanda permetria repartir beneficis ben aviat i amortitzar el deute de forma ordenada.
La finalització de la Primera Guerra Mundial provocà que la indústria catalana tingués menys comandes es reduís la demanda d'electricitat de cop. Si bé la demanda es recuperaria gradualment i el 1923 quasi assoliria els nivells de 1917, la reducció del consum havia causat un dany notable a les finances de la companyia.

### Recursos a llarg termini
Si bé el capital inicial d'Energia Elèctrica de Catalunya era de 10 milions de pessetes, aviat va fer falta obtenir molts més recursos per sostindre l'activitat inversora de la societat. De fet, les ampliacions de capital i emissions d'obligacions se succeïen a ritme cada cop més ràpid.
- Novembre de 1911, capital inicial de 10 milions de pessetes.
- Novembre de 1912, ampliació de capital per valor de 10 milions de pessetes.
- Octubre de 1913, emissió de 25.000 obligacions per valor de 500 pessetes cadascuna (12 milions i mig de pessetes), a un interès del 5% lliure d'impostos, amb garantia hipotecària sobre les centrals de Capdella i Sant Adrià.
- Març de 1914, ampliació de capital per valor de 20 milions de pessetes.

Entre novembre de 1911 i el mes de març de 1914 la societat passa a tenir uns recursos financers a llarg termini de 52,5 milions de pessetes (equivalents a 234,8 milions d'euros de 2019).
Addicionalment el juliol de 1914 es va fer una emissió de 60.000 obligacions per valor de 500 francs cadascuna (30.000.000 milions de francs, equivalent a 31.134.000 pessetes del moment i a 139 milions d'euros a data de 2019), a un interès del 5% lliure d'impostos i amortitzables en 45 anys.
El 1917 i 1918 es van realitzar sendes emissions d'obligacions al 6% d'interès, que anaren seguides per noves emissions de bons el 1918, 1919 i 1920 també al 6% amortitzables en 20 anys.
Tots aquests recursos es van anar esvaint ràpidament atès el ritme d'inversions de l'empresa no es veia compensat per un increment de facturació. A partir de 1918, la reducció sobtada del consum d'electricitat així com ineficiències en la producció (increment molt important del preu del carbó per la central tèrmica de Sant Adrià i posteriors averies, capacitat de producció menor de la prevista a Capdella) provocaren dificultats financeres.

## El mercat de l'electricitat
Assegurada la creació de la capacitat de producció d'energia amb el projecte de Capdella, la direcció d'Energia Elèctrica de Catalunya començà a buscar opcions per vendre l'energia a l'àrea de Barcelona i també per disposar d'una central tèrmica de suport a la mateixa àrea.
Intentaren comprar a AEG la Companyia Barcelonina d'Electricitat, propietària de la central tèrmica del carrer Mata al Paral·lel de Barcelona i d'una bona xarxa de distribució.Riegos y Fuerzas del Ebro, però, se li avançà al comprar la societat el 12 de gener de 1912. Amb aquesta operació Riegos y Fuerzas del Ebro obtingué un avantatge decisiu sobre Energia Elèctrica de Catalunya o qualsevol altre competidor gran, ja que li donava accés directe a l'únic mercat consolidat d'una certa dimensió.
Energia Elèctrica de Catalunya proposà una fusió amb la Societat Catalana per l'Enllumenat per Gas, que li aportaria complementarietat i una important capacitat de producció de reserva, però finalment Energia Elèctrica de Catalunya decidí aliar-se amb el grup de la Barcelona Traction a través de la seva filial Riegos y Fuerzas del Ebro.

### Col·laboració amb La Canadenca
Inicialment, entre Riegos y Fuerzas del Ebro i Energia Elèctrica de Catalunya es produí una gran rivalitat, demostrant la Canadenca una major iniciativa en aquest àmbit. El tret més distintiu entre les dues empreses era que La Canadenca tenia més recursos financers i mentre Energia Elèctrica de Catalunya centrava les seves inversions principalment en la producció, Riegos y Fuerzas del Ebro ho feia tant en la producció com en empreses distribuïdores i consumidores, amb la convicció que la clau de l'èxit, més que en les concessions, estava en l'accés al mercat.
De fet, atesa la gran diferència de recursos financers dels dos grups, el mercat ja anticipava que Barcelona Traction acabaria comprant Energia Elèctrica de Catalunya. El 1911 només hagués calgut comprar les concessions hidroelèctriques –que Fred Pearson, promotor de la Barcelona Traction, pensava que tenien poc potencial-. Però quant més esperava, el preu s'incrementava. La costosa compra que es feu el 1913 va danyar la tresoreria de la Barcelona Traction.
Però les necessitats de les dues companyies s'imposaren. Acordaren que l'ampliació de capital de febrer de 1913 fos subscrita per Spanish Securities Company Limited, societat canadenca del grup Barcelona Traction, propietària de Riegos y Fuerzas del Ebro, passant a controlar-ne el 49% del capital i tenir 6 dels 13 membres del consell d'administració, així com adquirint una opció de compra per la resta del capital. En contrapartida Paul Doumer, president del consell d'administració de la Compagnie Générale d'Électricité, entrà en el consell d'administració de la Riegos y Fuerzas del Ebro. El cost de l'operació fou de 11.760.000 pessetes, liquidat en tres terminis: 25de febrer, 30 de març i 15 de maig.
A partir d'aquí Riegos y Fuerzas del Ebro plantejà a Energia Elèctrica de Catalunya una política de preus mínims per assegurar la rendibilitat de les inversions i un repartiment del mercat. Energia Elèctrica de Catalunya amb la zona nord est del país, a Barcelona convivien les dues empreses i la resta era territori de Riegos y Fuerzas del Ebro, signant-se un pacte en aquest sentit el febrer de 1913.
A finals del decenni de 1910, Riegos y Fuerza del Ebro i Energia Elèctrica de Catalunya estaven planejant de combinar les seves operacions, per la qual cosa van contactar amb l'enginyer A.W.K.Billings, que havia estat vicepresident de Riegos y Fuerza del Ebro, per tal de preparar la fusió. El seu informe del 1920 serviria de base per a la posterior unió de les dues companyies.

### Endeutament
Si bé l'increment de clients i del consum va ser molt ràpid entre 1914 i 1917, el 1918 l'expansió del mercat es va frenar, portant reduccions de sou i personal en tot el sector elèctric. Immediatament es van fer patents els seus efectes, amb la vaga a La Canadenca i el tancament empresarial de 1919, que van provocar un descens momentani del consum d'energia elèctrica. A partir de 1921 l'economia catalana va recuperar el pols, i la demanda elèctrica va progressar novament a bon ritme.
Des de la constitució de l'empresa el 1911, aquesta havia necessitat endeutar-se amb els seus socis més enllà de les aportacions de capital per finançar l'elevat nivell d'inversió. A maig de 1921, l'evolució de l'endeutament en pessetes era el següent:
| Data        | Deute amb CGE | Deute amb Indelec | Deute amb bancs catalans | Total deute (principal) | Índex (1916 -100) |
| ----------- | ------------- | ----------------- | ------------------------ | ----------------------- | ----------------- |
| Febrer 1916 | 4.600.000     | 2.700.000         | 601.000                  | 7.901.000               | 100               |
| Juny 1918   | 21.500.000    | 7.800.000         | ---                      | 29.300.000              | 371               |
| Maig 1921   | 34.114.000    | 5.160.000         | 3.000.000                | 42.274.000              | 535               |

En l'àmbit financer, els problemes que havia d'encarar l'empresa eren els següents:
- Incapacitat per part del seu principal accionista, Compagnie Générale d'Électricité, de realitzar aportacions addicionals de recursos financers per finançar el creixement d' Energia Elèctrica de Catalunya. Més aviat la situació era la contrària, Compagnie Générale d'Électricité necessitava el retorn dels fons prestats.
- Alt nivell d'endeutament, la major part en divises (francs francesos i suïssos) la qual cosa afegia el risc de que variacions del tipus de canvi fessin més onerós el pagament del deute.
- Incapacitat per part d'Energia Elèctrica de Catalunya de captar diners en el mercat de Barcelona.

En el mes de maig de 1921 es va acordar un pla plurianual per retornar els préstecs als accionistes. El pla va estar un èxit per les següents raons:
- Es van suspendre totes les inversions tant en producció com en distribució d'electricitat.
- La paritat de la pesseta amb el franc francès era favorable per comprar francs i poder retornar el préstec.
- La recuperació del consum i el nivell de preus permetien obtenir un bon nivell de beneficis.
- Es van emetre dues emissions de bons a Barcelona que van aportar recursos per poder tornar els préstecs.

Dos anys més tard, el nivell d'endeutament en pessetes havia evolucionat a la següent situació:
| Data      | Deute amb CGE | Deute amb Indelec | Deute amb bancs catalans | Total deute (principal) | Índex (1916 - 100) |
| --------- | ------------- | ----------------- | ------------------------ | ----------------------- | ------------------ |
| Juny 1923 | 5.000.000     | 5.246.000         | 800.000                  | 11.046.000              | 140                |

El 1923 la plantilla era de 1.125 treballadors.

### Venda i absorció

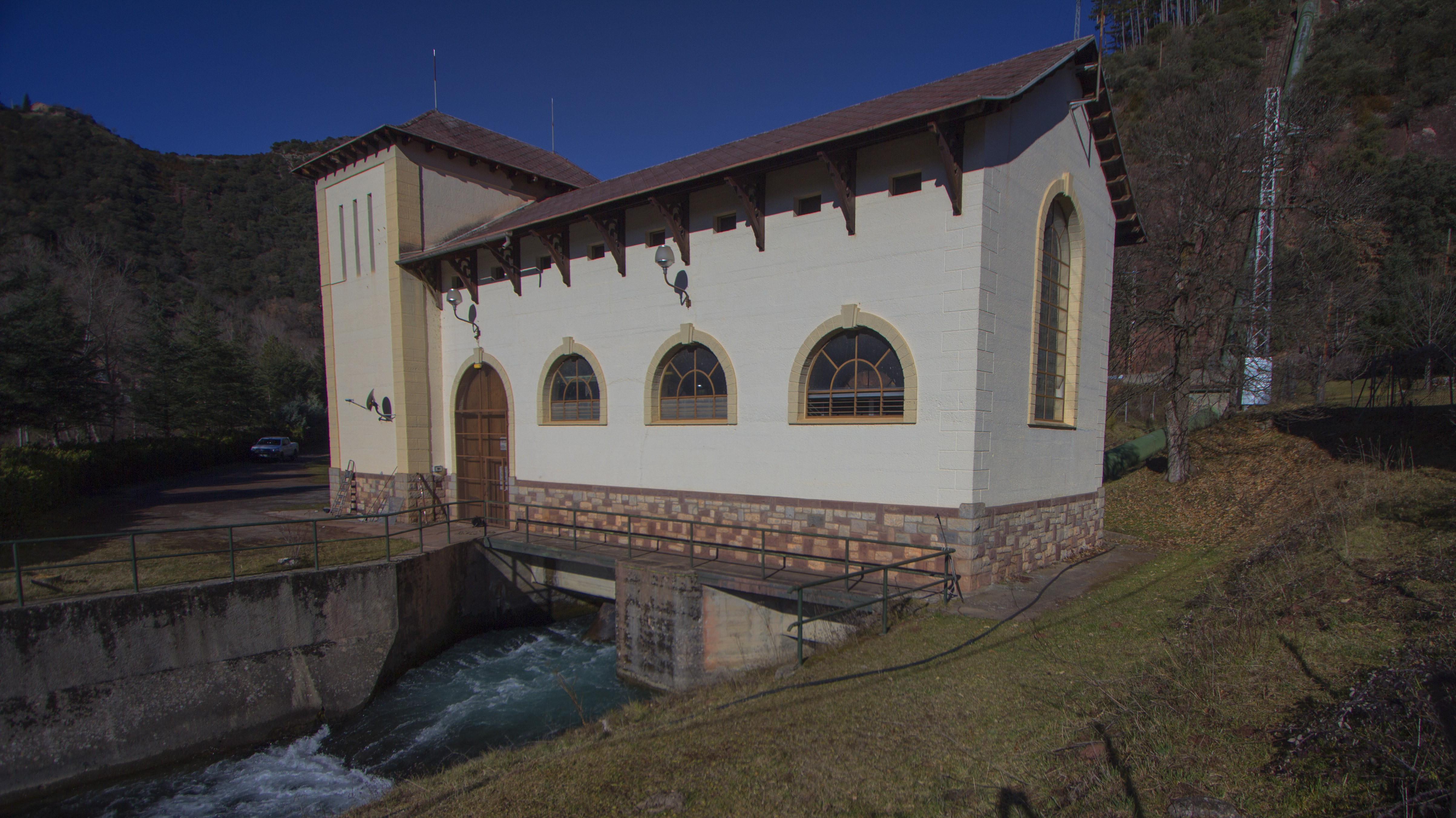
Central de la Plana de Mont-ros.

Però ara qui tenia tensions de tresoreria era la Compagnie Générale d'Électricité; el seu conseller delegat, Pierre Azaria, va vendre la societat a la Riegos y Fuerzas del Ebro, la qual tenia una opció de compra des de 1913. La societat Unió Elèctrica de Catalunya, filial de Riegos y Fuerzas del Ebro va adquirir la totalitat de les accions de l'empresa, comprant el 1923 les accions de Compagnie Générale d'Électricité i finançant-ho col·locant un gran paquet d'obligacions en borsa subscrites pel capital català. La solvència dels nous propietaris permeté que l'empresa fes una emissió de 10.000 bons per injectar liquiditat a la societat, i en 1924, el nou propietari va facilitar el fons per poder eixugar deutes amb els suïssos i reprendre els programes d'inversions en infraestructures. El 1925 les activitats d'Energia Elèctrica de Catalunya es van integrar totalment a La Canadenca i el 1957 la persona jurídica fou absorbida per FECSA, nova propietària de la Riegos y Fuerzas del Ebro.
El 1926 a la Pobla de Segur es va produir definitivament la interconnexió física entre les xarxes de les dues companyies, mitjançant la construcció d'un petit tram de línia a 110 kV entre l'estació transformadora de Riegos y Fuerzas del Ebro a Tremp i l'estació d'Energia Elèctrica de Catalunya a la Pobla de Segur. Aquesta connexió millorava el mallat de la xarxa que fins llavors només tenia un únic punt d'enllaç a Collblanc, a l'entrada de Barcelona.
El 1931, ja totalment integrada al grup de la Barcelona Traction, es va iniciar la construcció de la central hidroelèctrica de la Plana de Mont-ros, la qual es posaria en funcionament -de forma provisional- el 1937.

### Causes
Si bé la forta competència establerta a partir de 1911 entre Energia Elèctrica de Catalunya i Barcelona Traction, Light and Power va contribuir de forma decisiva en la ràpida electrificació de Catalunya, també va afeblir econòmicament les dues societat. El temps rècord amb què es van construir les grans infraestructures de la producció elèctrica va elevar els seus costos, mentre que molts dels contractes de subministrament signats amb els clients des de finals de 1911 fins a l'acord de col·laboració entre les dues empreses a principis de 1913 es van fer amb uns preus molt baixos, reduint el seu marge.
En aquest cas l'empresa amb menys recursos, la Compagnie Générale d'Électricité va ser la primera en cedir davant el seu rival més poderós, la Barcelona Traction